# Kim Yong-kang
Kim Yong-kang (* 3. Januar 1965 in Hwaseong, Südkorea) ist ein ehemaliger südkoreanischer Boxer im Fliegengewicht.

## Profikarriere
Am 24. Juli 1988 boxte er gegen Sot Chitalada um die WBC-Weltmeisterschaft und gewann durch einstimmige Punktrichterentscheidung. Diesen Gürtel verteidigte er insgesamt dreimal und verlor ihn im März des darauffolgenden Jahres an Chitalada im Rückkampf nach Punkten.
Am 1. Juni 1991 wurde er WBA-Weltmeister, als er Elvis Álvarez nach Punkten bezwang. Nach zwei aufeinanderfolgenden Titelverteidigungen verlor er den Gürtel am 26. September 1992 an Aquiles Guzmán durch einstimmigen Beschluss.